# Jaroslav Heřman
Jaroslav Heřman (9. května 1903 – ) byl český meziválečný fotbalista.

## Fotbalová kariéra
V lize hrál za SK Libeň a AC Sparta Praha, nastoupil v 55 ligových utkáních a dal 32 gólů. Se Spartou získal v roce 1927 mistrovský titul.

## Ligová bilance
| Ročník                                       | Zápasy | Góly | Klub            |
| -------------------------------------------- | ------ | ---- | --------------- |
| Asociační liga 1925                          | 9      | 7    | SK Libeň        |
| Středočeská 1. liga 1925/1926                | 21     | 15   | SK Libeň        |
| Kvalifikační soutěž Středočeské 1. ligy 1927 | 1      | 0    | AC Sparta Praha |
| Středočeská 1. liga 1928/1929                | 11     | 4    | SK Libeň        |
| 1. asociační liga 1932/1933                  | 13     | 6    | SK Libeň        |
| CELKEM                                       | 55     | 32   |                 |